# Zalesie Gorzyckie
Zalesie Gorzyckie – wieś w Polsce, położona w województwie podkarpackim, w powiecie tarnobrzeskim, w gminie Gorzyce.
W latach 1975–1998 miejscowość administracyjnie należała do województwa tarnobrzeskiego.

## Integralne części wsi
| SIMC    | Nazwa   | Rodzaj    |
| ------- | ------- | --------- |
| 0791958 | Górka   | część wsi |
| 0791964 | Rogatki | część wsi |

## Historia
Położenie geograficzne i administracyjne według XIX wiecznego opisu: Zalesie Gorzyckie z osiedlami Fantazyją i Górką, wieś, w powiecie tarnobrzeskim, parafii rzymskokatolickiej w Gorzycach.

Leży u ujścia Łęgu do Wisły z prawego brzegu, 3 kilometry na wschód od Nadbrzezia. Wólki leżą daleko od wsi: Fantazja na południe od Gorzyc a na zachód od Motycza Duchownego, Górka na wschód od Zalesia ku Kawęczynowi.
Około roku 1895 Zalesie Gorzyckie posiadało 33 domów i 172 mieszkańców, w tym 8 żydów.
Posiadłość tabularna (dobra szlacheckie) posiadała 194 mórg roli, łąk i pastwisk 141 mórg. Graniczyła na południu z Trześnią i Gorzycami, na wschodzie z Kawęczynem, na zachodzie z Nadbrzeziem.
W 1581 roku  było Zalesie Gorzyckie własnością doktora Stanisława Bartholona (Pawiński, Małop., 196). Było tu 3 kmieci, 1 łan obszaru, zagroda z rolą, 3 komorników z bydłem, 2 komorników bez bydła i rzemieślnik.

## Klęski powodziowe
- 29 lipca 2001 roku przy stanie wody 8,25 m w Zalesiu Gorzyckim – Cyplu pękł wał przeciwpowodziowy rzeki Wisły, co spowodowało zalanie 47 km² terenów leżących w międzywalu rzek Trześniówki i Łęgu[7].
- 19 maja 2010 miejscowość została ponownie zalana, tym razem wodami Trześniówki, która przerwała wały w pobliskiej Trześni[8].

Na terenie wsi znajduje się most kolejowy na Wiśle.